# منزل الحياة
منزل الحياة هي إحدى مدن الساحل التونسي، وتتبع إداريا معتمدية زرمدين من ولاية المنستير، كانت تسمى بوقبرين نسبة إلى الولي سيدي بوقبرين، أما موقعها الحالي فهو حديث إذ يعود إلى سبعينات القرن العشرين. وهي تتبع إداريا ولاية المنستير، وتبعد عن مركز الولاية بحوالي 35 كم إلى الجنوب الغربي، كما تبعد عن مدينة سوسة حوالي 35 كم. طبقا للأمر المؤرخ في 8 أبريل 1985 أحدثت بها بلدية يبلغ عدد سكانها 9978 نسمة طبقا لإحصاء عام 2004.
- يرتكز اقتصادها على الفلاحة وأساسا الزيتون والأشجار المثمرة الأخرى وتربية الماشية. كما توجد بها صناعة تحويل مواد البناء من آجر وبلور وسيراميك.

## أعلام
- رضا بن مصباح
- Ben dhaou imed

## وصلة خارجية
موقع بلدية منزل الحياة